# Provincia del Chimborazo
La provincia di Chimborazo è una delle 24 province dell'Ecuador, il capoluogo è la città di Riobamba.

## Geografia fisica
La provincia è situata nella zona centrale del paese, confina a nord con la Provincia del Tungurahua, ad est con la provincia di Morona Santiago, a sud con quella di Cañar ed a ovest con quelle di Guayas e di Bolívar.
Al suo interno, oltre al vulcano Chimborazo da cui la provincia prende il nome, si trovano i vulcani El Altar e Cubillín e parte del Parco nazionale di Sangay.

## Cantoni
La provincia è suddivisa in dieci cantoni:

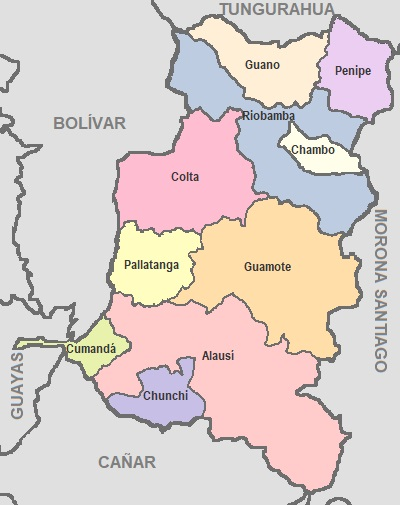
Distribuzione dei cantoni della provincia del Chimborazo.

| #  | Cantone    | Capoluogo      |
| -- | ---------- | -------------- |
| 1  | Alausí     | Alausí         |
| 2  | Chambo     | Chambo         |
| 3  | Chunchi    | Chunchi        |
| 4  | Colta      | Villa la Unión |
| 5  | Cumandá    | Cumandá        |
| 6  | Guamote    | Guamote        |
| 7  | Guano      | Guano          |
| 8  | Pallatanga | Pallatanga     |
| 9  | Penipe     | Penipe         |
| 10 | Riobamba   | Riobamba       |